# Nova Redenção
Nova Redenção est une municipalité brésilienne de l'État de Bahia et la microrégion de Seabra.